# Cantó de Coulanges-sur-Yonne
El cantó de Coulanges-sur-Yonne és un cantó francès del departament del Yonne, situat al districte d'Auxerre. Té 10 municipis i el cap és Coulanges-sur-Yonne.

## Municipis
- Andryes
- Coulanges-sur-Yonne
- Crain
- Étais-la-Sauvin
- Festigny
- Fontenay-sous-Fouronnes
- Lucy-sur-Yonne
- Mailly-le-Château
- Merry-sur-Yonne
- Trucy-sur-Yonne

## Història
| Data d'elecció                           | Identitat         | Partit           | Qualitat |
| ---------------------------------------- | ----------------- | ---------------- | -------- |
| 1945-1951                                | M. Prost          | PCF              |          |
| 1951-1958                                | M. Landrieu       | Divers droite    |          |
| 1958-1976                                | M. Billon         | RI               |          |
| 1976-1982                                | M. Roger          | PS               |          |
| 1982-1988                                | Grégoire Direz    | RPR              |          |
| 1988-1994                                | Bernard Gaucher   | Divers gauche    |          |
| 1994-2001                                | Philippe Métaut   | DL               |          |
| 2001-                                    | Maurice Bramoullé | RPR, després UMP |          |
| les dades anteriors no són pas conegudes |                   |                  |          |
|                                          |                   |                  |          |

## Demografia
| A partir de 1990: Població sense dobles comptes |